# Phobji
Phobji (dzong. ཕོབ་སྦྱིས་་) – gewog w dystrykcie Wangdü Pʽodrang w Królestwie Bhutanu. Według spisu powszechnego z 2005 roku, gewog ten zamieszkiwało 1929 osób.
Gewog Phobji podzielony jest na 5 mniejszych jednostek zwanych chiwogami. Noszą one następujące nazwy: Dogsenang Gorphoog, Drangpa Pangsar, Khemdro Nemphel, Talachen Tawa Taphoog i Damchhoe Gangphel.

## Demografia
Według Bhutańskiego Urzędu Statystycznego gewog ten zamieszkuje 905 mężczyzn i 1024 kobiety (dane za rok 2005) w 346 domostwach. Stanowiło to 6,2% ludności dystryktu.